# Tetrastichus coeruleus
Tetrastichus coeruleus är en stekelart som först beskrevs av Christian Gottfried Daniel Nees von Esenbeck 1834.  Tetrastichus coeruleus ingår i släktet Tetrastichus och familjen finglanssteklar. Inga underarter finns listade i Catalogue of Life.